# Parafia Niepokalanego Poczęcia Najświętszej Maryi Panny w Częstochowie
Parafia Niepokalanego Poczęcia Najświętszej Maryi Panny w Częstochowie – parafia rzymskokatolicka położona w dekanacie Częstochowa – NMP Jasnogórskiej, archidiecezji częstochowskiej w Polsce, erygowana w 1988 roku.
Pracę duszpasterską w parafii prowadzą ojcowie franciszkanie z Prowincji Wniebowzięcia NMP w Katowicach. Świątynią parafialną jest kościół przy klasztorze oo. franciszkanów.